# Мнішкі-А
Мнішкі-А (пол. Mniszki A) — село в Польщі, у гміні Скульськ Конінського повіту Великопольського воєводства.
Населення — 158 осіб (2011).
У 1975-1998 роках село належало до Конінського воєводства.

## Демографія
Демографічна структура станом на 31 березня 2011 року:
|          | Загалом | Допрацездатний вік | Працездатний вік | Постпрацездатний вік |
| -------- | ------- | ------------------ | ---------------- | -------------------- |
| Чоловіки | 82      | 20                 | 56               | 6                    |
| Жінки    | 76      | 20                 | 45               | 11                   |
| Разом    | 158     | 40                 | 101              | 17                   |